# Spawanie elektrodą węglową

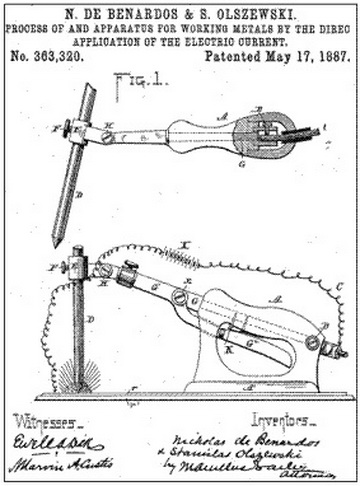
Amerykański patent z 1887 roku metody spawania łukowego wynalezionej przez Olszewskiego oraz Nikołaja Benardosa w 1885.

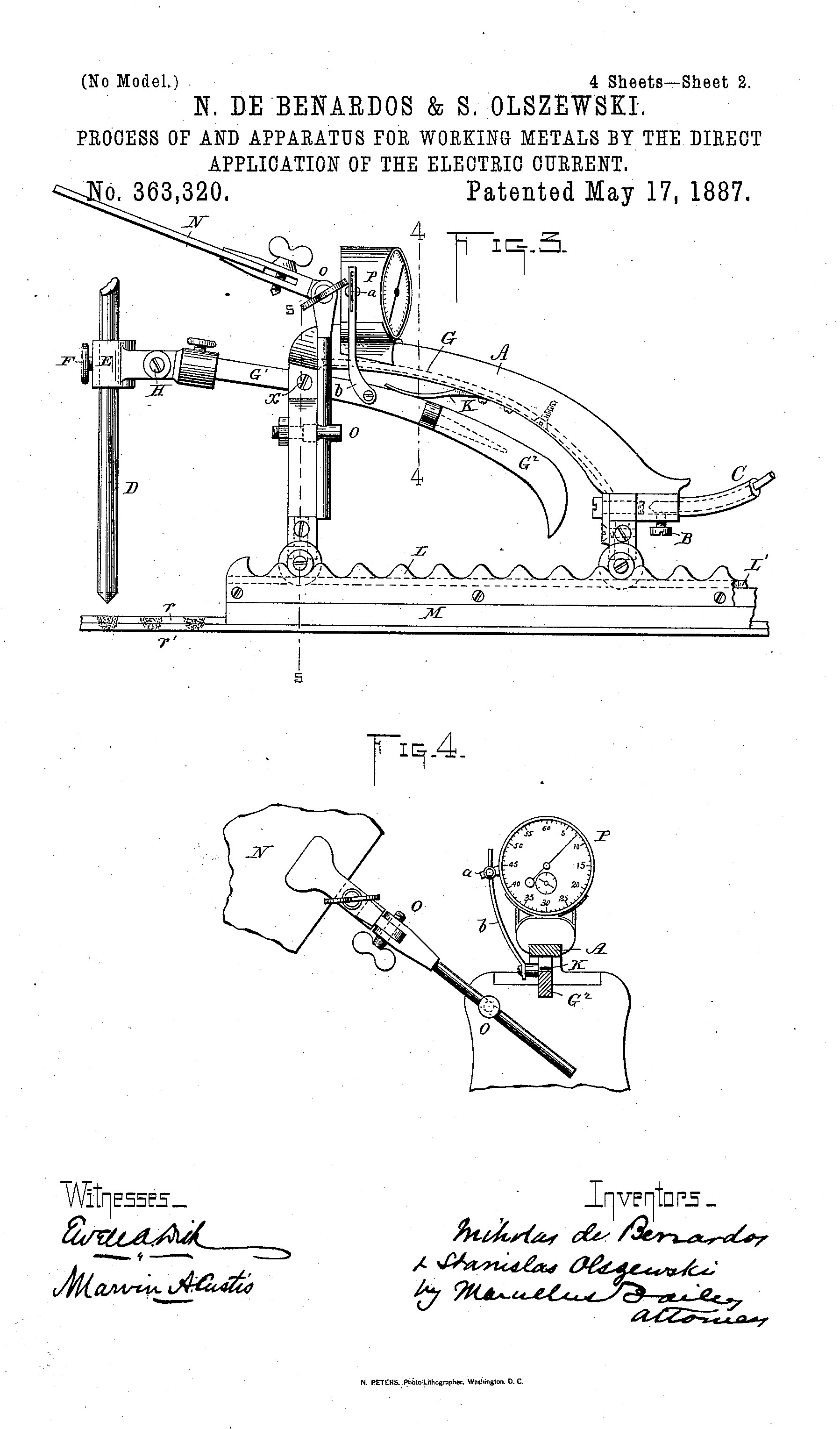
Amerykański patent z 1887 roku z metodą spawania Olszewskiego.

Spawanie elektodą węglową (ang. carbon arc welding) (w skrócie CAW) – proces łączenia metali za pomocą węglowej, grafitowej i nietopliwej elektrody. Jest to pierwsza w historii przemysłowa technologia spawalnicza łączenia metali, która dzisiaj nie jest już powszechnie praktykowana. Poprzedzała ona bezpośrednio szeroko obecnie wykorzystywaną metodę spawania elektrodami otulonymi, w której nietopliwe elektrody węglowe zastąpiono topliwymi metalowymi. Pomimo wielu późniejszych innowacji zasady działania oraz układ poszczególnych elementów użytych w procesie pozostaje niezmienny do dziś.

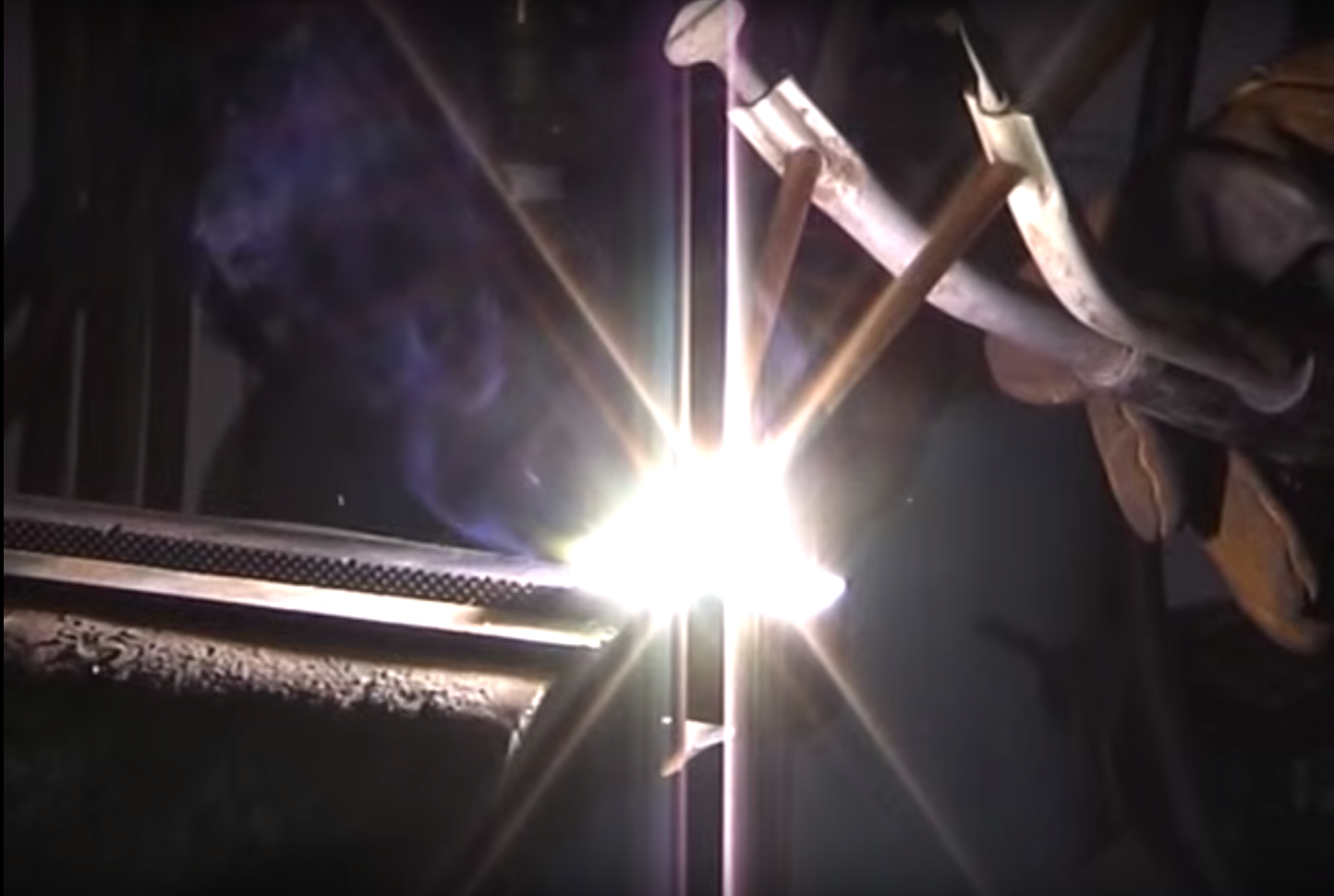
Carbon Arc torch

## Nazwa
Wynalazcy nadali swojej metodzie początkowo nazwę Elektrogefest, która pochodziła od połączenia dwóch słów – „elektryczność” oraz od imienia greckiego boga ognia Hefajstosa. Od użycia nietopliwej elektrody węglowej techniczna nazwa procesu nosiła nazwę spawania elektrodą węglową (ang. carbon arc welding) (w skrócie CAW).

## Historia
Wynalazcami tej metody byli Rosjanin greckiego pochodzenia Nikołaj Benardos oraz Polak Stanisław Olszewski, którzy pracowali nad nią w latach 1881–1885. Obaj inżynierowie zaprojektowali również wszystkie obecnie używane w procesie spawania elementy jak spawarkę transformatorową zasilaną prądem zmiennym, umieszczoną w uchwycie elektrodę, zacisk masy oraz łączące całość kable. Proces dzięki prostocie użytkowania upowszechnił się on na całym świecie do tego stopnia, że 10 października 1885, data przyznaniem obu inżynierom francuskiego patentu, uznawana jest obecnie za datę narodzin nowoczesnego spawalnictwa.
Metoda ta została opatentowana w wielu krajach europejskich. Po raz pierwszy 10 października 1885 roku we Francji, potem w Belgii, Wielkiej Brytanii, Niemczech oraz Szwecji. Rok później została ona opatentowana w Rosji. Natomiast w 1887 roku w Hiszpanii, USA, Austro-Węgrzech oraz we Włoszech.
Do eksploatacji swojego wynalazku inżynierowie ci powołali również spółkę pod tą samą nazwą, co metoda ich autorstwa. Obaj autorzy w międzynarodowych patentach wymieniani są jako współwynalazcy posiadający równą, 50-procentową własność w korzyściach płynących z tej innowacji.
Metoda ta doczekała się również później szeregu innowacji. W 1888 roku Nikołaj Sławianow wynalazł topliwą elektrodę metalową, która zastąpiła używane dotychczas w procesie Elektrogefest stałe i nietopliwe elektrody węglowe. Około roku 1900 A. P. Strohmenger oraz Oskar Kjellberg wytworzyli pierwsze elektrody otulone. Strohmenger użył do ich produkcji gliny i wapna, podczas gdy Kjellberg zanurzał drut stalowy w mieszaninach węglanów i krzemianów. Wszystkie innowacje metody Olszewskiego i Bernadosa doprowadziły do powstania najszerzej obecnie stosowanej metody spawalniczej spawania elektrodami otulonymi.

## Warianty
Metoda doczekała się szeregu wariantów oraz późniejszych innowacji:
- Spawanie podwójną elektrodą węglową (ang twin carbon arc welding) (TCAW), w którym spawanie odbywa się pomiędzy dwoma elektrodami węglowymi,
- Gazowe spawanie elektrodą węglową (ang. gas carbon arc welding) (CAW-G) obecnie nie ma zastosowania komercyjnego. Metoda została zastąpiona nowocześniejszymi metodami (ang. tungsten-arc welding) – (GTAW, inaczej TIG), Spawaniem plazmowym (ang. plasma-arc welding) (PAW) oraz (ang.atomic-hydrogen welding) (AHAW).  Każdy z tych procesów wykorzystuje podczas pracy stałe niezużywające się w procesie spawania elektrody.